# Живов, Павел Евгеньевич
Па́вел Евге́ньевич Жи́вов (15 марта 1918 года — 9 октября 2001) — советский животновод, Герой Социалистического Труда, награждён в 1966 году. Участник Великой Отечественной войны. Депутат ВС БАССР 7-го созыва.

## Биография
Жил в селе Петровское Ишимбайского района. Высшую награду получил работая пастухом.

1966 год стал для республики годом урожайным на золотую медаль «Серп и Молот». Вышло два Указа Президиума Верховного Совета СССР от 22 марта и 23 июня о присвоении звания Героя Социалистического Труда. На всю страну прогремели тогда имена башкортостанцев. Перелистав тексты Указов, насчитал 25 фамилий из Башкирии. Кроме секретарей райкомов Ахмета Аминева и Талгата Рахманова Героями Труда стали трактористы Шиф Резяпов, Файзулла Шаяхметов, Антон Костарев, доярки Мария Хализова, Евдокия Кириллова, свинарки Матрёна Шинкова и Лидия Ганцева, чабаны Сабир Кусаков и Флюра Аминева, пастух Павел Живов, телятницы Насима Фазлиахметова и Анастасия Птицына и другие. Это редкий факт в истории республики, когда 25 рядовых тружеников сельского хозяйства получили высшую степень отличия за достижения — почетное звание Героя Социалистического Труда.
В 1940—1978 годах работал в колхозе им. В. И. Ленина Ишимбайского района (до 1960 года — колхоз им. А.Матросова Макаровского района): в 1945—1953 и в 1967—1978 годах — заведующий молочно-товарной фермой, с 1953 года — заведующий складом, в 1960—1967 годах — скотник-пастух. Достиг высоких показателей при откорме скота: среднесуточный привес молодняка КРС составил 1300 грамм (1965—1966).